# Звезда (газета, Санкт-Петербург)

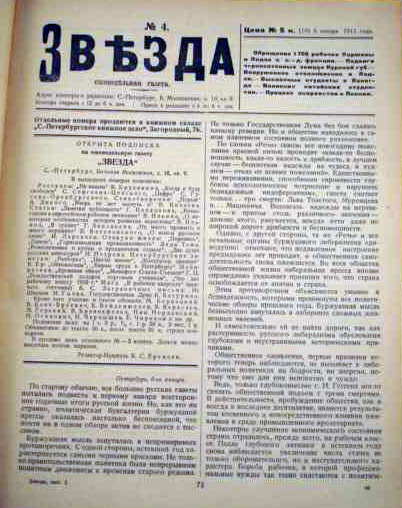
Газета "Звезда" (переизд. 1932)

Звезда — большевистская легальная газета. Выходила в Петербурге с 16(29) декабря 1910 по 22 апреля (5 мая) 1912.
Сначала выпускалась еженедельно; с 21 января (3 февраля) 1912 выходила 2 раза, а с 8(21) марта 1912 — 3 раза в неделю. Издавалась вначале тиражом 7—10 тыс. экз., затем 15—20 тыс., а во время Ленских событий 1912 года тираж достигал 50—60 тыс. экз.
Вышло 69 номеров, из которых 30 конфисковано, 8 оштрафовано.
С 26 февраля (10 марта) 1912 в Петербурге издавалась «Невская звезда», которая являлась продолжением «Звезды» и имела целью заменять её в случае конфискации или закрытия. Последний (27-й) номер «Невской звезды» вышел 5(18) октября 1912.
Первыми редакторами были: В. Д. Бонч-Бруевич (от большевиков), Н. И. Иорданский (от меньшевиков-партийцев) и И. П. Покровский (от социал-демократической фракции 3-й Государственной думы).
До осени 1911 газета была органом думской социал-демократической фракции. Большую роль в организации и издании играл член социал-демократической фракции большевик Н. Г. Полетаев.
Первоначально на содержании газеты сказывалось влияние меньшевиков. В. И. Ленин отмечал, что газета была «тускла». С октября 1911 «Звезда» стала чисто большевистской. Идейно ею руководил Ленин, в «Звезде» и «Невской звезде» было опубликовано около 50 его статей. В редакции работали: Н. Н. Батурин, М. С. Ольминский и К. С. Еремеев. Сотрудничали А. И. Елизарова-Ульянова, В. В. Воровский, В. Д. Бонч-Бруевич, Л. М. Михайлов (Политикус), В. И. Невский, Демьян Бедный, А. М. Горький, А. А. Богданов и др.
В «Звезде» был помещён ряд статей Г. В. Плеханова. Газета освещала политическую жизнь, вела борьбу за чистоту принципов революционного марксизма, против ликвидаторства и отзовизма. Имела разделы: «В мире труда», «Рабочая жизнь», «Рабочее движение», «Государственная дума», «Обзор печати», «Хроника», «По России», «Провинция», «Заграничная жизнь» и др.
«Звезда» начала в январе 1912 сбор средств на ежедневную рабочую газету и подготовила создание газеты «Правды».